# Elämäjärvi
Elämäjärvi är en sjö i Finland. Den ligger i kommunen Pihtipudas i landskapet Mellersta Finland, i den centrala delen av landet, 400 km norr om huvudstaden Helsingfors. Elämäjärvi ligger 123,6 meter över havet. Den är 4,1 meter djup. Arean är 10,34 kvadratkilometer och strandlinjen är 19,93 kilometer lång. Sjön  ingår i Kymmene älvs huvudavrinningsområde.   I omgivningarna runt Elämäjärvi växer i huvudsak blandskog. Den sträcker sig 4,5 kilometer i nord-sydlig riktning, och 5,0 kilometer i öst-västlig riktning.
I sjön finns bland annat ön Isosaari.